# Claudio Pérez (Radsportler)
Claudio Pérez (* 1. März 1957) ist ein ehemaliger venezolanischer Radrennfahrer.

## Sportliche Laufbahn
Pérez war im Straßenradsport aktiv. Er war Teilnehmer der Olympischen Sommerspiele 1980 in Moskau. Im Mannschaftszeitfahren kam Venezuela mit Claudio Pérez, Olinto Silva, Juan Arroyo und Mario Medina auf den 18. Platz. 1979 wurde er Gesamtsieger der Vuelta a Venezuela.